# Liga Española de Baloncesto 1958
La Liga Española de Baloncesto 1958 è stata la 2ª edizione del massimo campionato spagnolo di pallacanestro maschile. La vittoria finale è stata ad appannaggio del Real Madrid.

## Risultati

### Stagione regolare
|     | Squadra                   | G  | V  | N | P  | PF    | PS    | Pt. | Qualificazione                    |
| --- | ------------------------- | -- | -- | - | -- | ----- | ----- | --- | --------------------------------- |
| 1.  | Real Madrid               | 18 | 16 | 0 | 2  | 1.241 | 880   | 32  |                                   |
| 2.  | Club Juventud de Badalona | 18 | 14 | 1 | 3  | 1.059 | 821   | 29  |                                   |
| 3.  | Aism. Montcada            | 18 | 13 | 0 | 5  | 1.031 | 866   | 26  |                                   |
| 4.  | Oril. Verde Sabadell      | 18 | 13 | 0 | 5  | 1.054 | 893   | 26  |                                   |
| 5.  | Estudiantes               | 18 | 11 | 1 | 6  | 879   | 861   | 23  |                                   |
| 6.  | CD Hesperia               | 18 | 7  | 0 | 11 | 1.028 | 1.032 | 14  |                                   |
| 7.  | Español                   | 18 | 7  | 0 | 11 | 943   | 1.092 | 14  |                                   |
| 8.  | Barcellona                | 18 | 4  | 0 | 14 | 791   | 938   | 8   |                                   |
| 9.  | Layetano                  | 18 | 2  | 0 | 16 | 759   | 1.125 | 4   | spareggi retrocessione/promozione |
| 10. | Real Canoe                | 18 | 2  | 0 | 16 | 814   | 1.091 | 4   | spareggi retrocessione/promozione |

| Liga Española de Baloncesto 1958 |
| -------------------------------- |
| Real Madrid 2º titolo            |

### Spareggi retrocessione/promozione
- La Salle Josepets - Layetano (60-48/62-38)
- Real Canoe - Parque Móvil Ministerial (59-39/24-44/45-32)

## Formazione vincitrice
| N° | Naz.                  | Ruolo | Sportivo                    |  | Alt. |  |
| -- | --------------------- | ----- | --------------------------- |  | ---- |  |
| 3  | Spagna (bandiera)     | P     | Joaquín Hernández           |  |      |  |
| 4  | Spagna (bandiera)     | P     | Miguel Puit Llompart        |  |      |  |
| 5  | Spagna (bandiera)     | C     | José Alberto Herrera Espino |  |      |  |
| 6  | Porto Rico (bandiera) | A     | Toñín Casillas              |  | 188  |  |
| 7  | Spagna (bandiera)     | A     | Nene Gonzalez               |  |      |  |
| 8  | Spagna (bandiera)     | A     | Ricardo Sañudo              |  |      |  |
| 9  | Spagna (bandiera)     | A     | Luis Trujillano             |  | 185  |  |
| 10 | Porto Rico (bandiera) | A     | William Brindle             |  |      |  |
| 11 | Porto Rico (bandiera) | C     | Juan Ramón Báez             |  | 189  |  |
| 12 | Spagna (bandiera)     | C     | Alfonso Martínez            |  | 194  |  |
| 13 | Spagna (bandiera)     | A     | José Luis Martínez          |  |      |  |
|    | Spagna (bandiera)     | All.  | Ignacio Pinedo              |  |      |  |